# Camille Dela Rosa
Camille Jean Verdelaire D. Dela Rosa (Manila, 29 de julio de 1982) es una artista visual filipina.

## Trayectoria
Cursó sus estudios en la Universidad de Filipinas, Diliman. Es hija del artista Ibarra Y. Dela Rosa y de Ethel Dimacuha, profesora de humanidades retirada de la actividad. 
Camille es reconocida por sus pinturas de jardines impresionistas, paisajes, iglesias y playas, y por sus obras de surrealismo mórbido desde 1998. Sus pinturas han sido exhibidas en importantes galerías y museos de su país natal y de Europa y ha obtenido numerosos premios y nominaciones por su trabajo. En 2017 Camille creó el arte de portada para el álbum Machine Messiah de la agrupación brasileña de thrash metal Sepultura.